# Grey's Anatomy
Grey's Anatomy (traduït: ‘Anatomia de Grey’) és una sèrie dramàtica de televisió que va ser emesa per primera vegada als Estats Units, el 27 de març del 2005. El títol de la sèrie es basa en Gray's Anatomy, un famós manual d'anatomia. De moment, no hi ha hagut cap versió en català.
La sèrie explica la vida d'un grup de joves metges que a l'inici de la sèrie comencen les seves pràctiques de cirurgia a l'hospital fictici de Seattle Grace, a Seattle a l'estat de Washington. La protagonista de la sèrie és Meredith Grey, encarnada per Ellen Pompeo. La sèrie tracta sobre la seva vida sentimental i laboral i la dels seus companys de feina.
De la sèrie han sorgit dues sèries derivades: Private Practice (també centrada en el món mèdic) i ƒ (que segueix la vida d'un parc de bombers a on va parar un antic doctor de l'hospital).

## Personatges

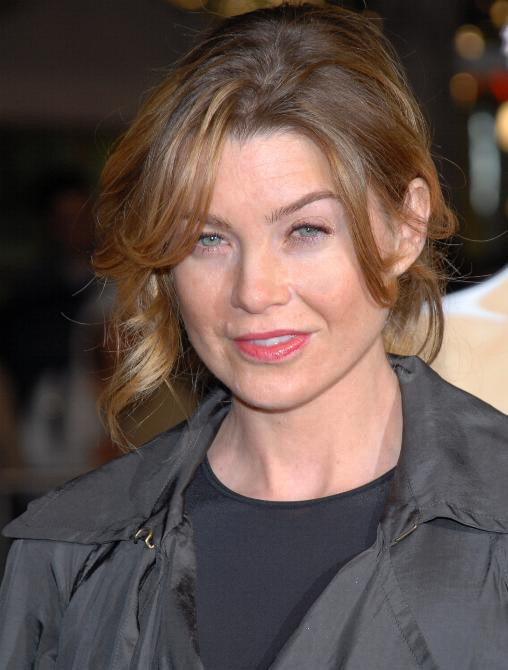
Ellen Pompeo (Meredith Grey)

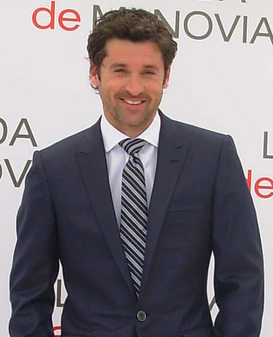
Patrick Dempsey (Derek Shepherd)

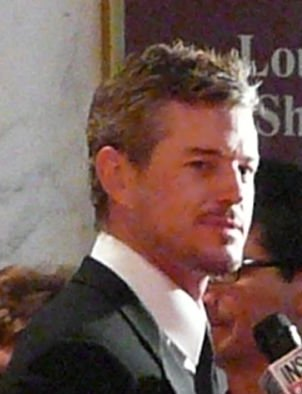
Eric Dane (Mark Sloan)

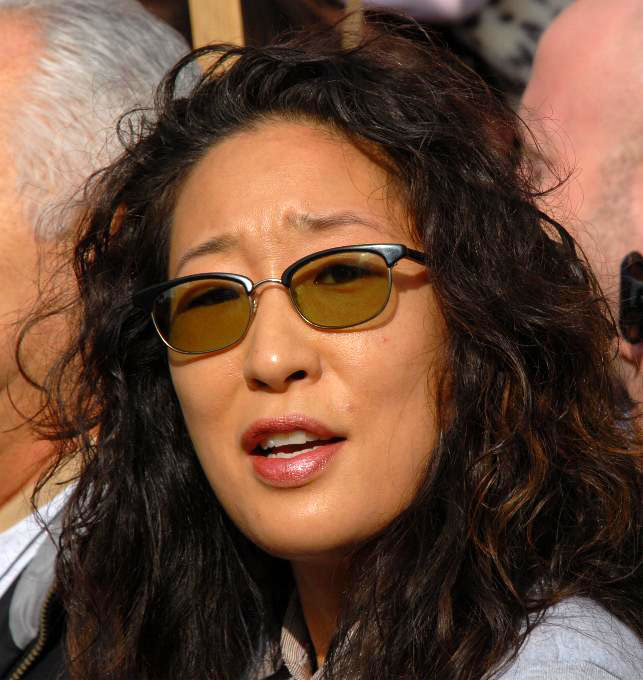
Sandra Oh (Cristina Yang)

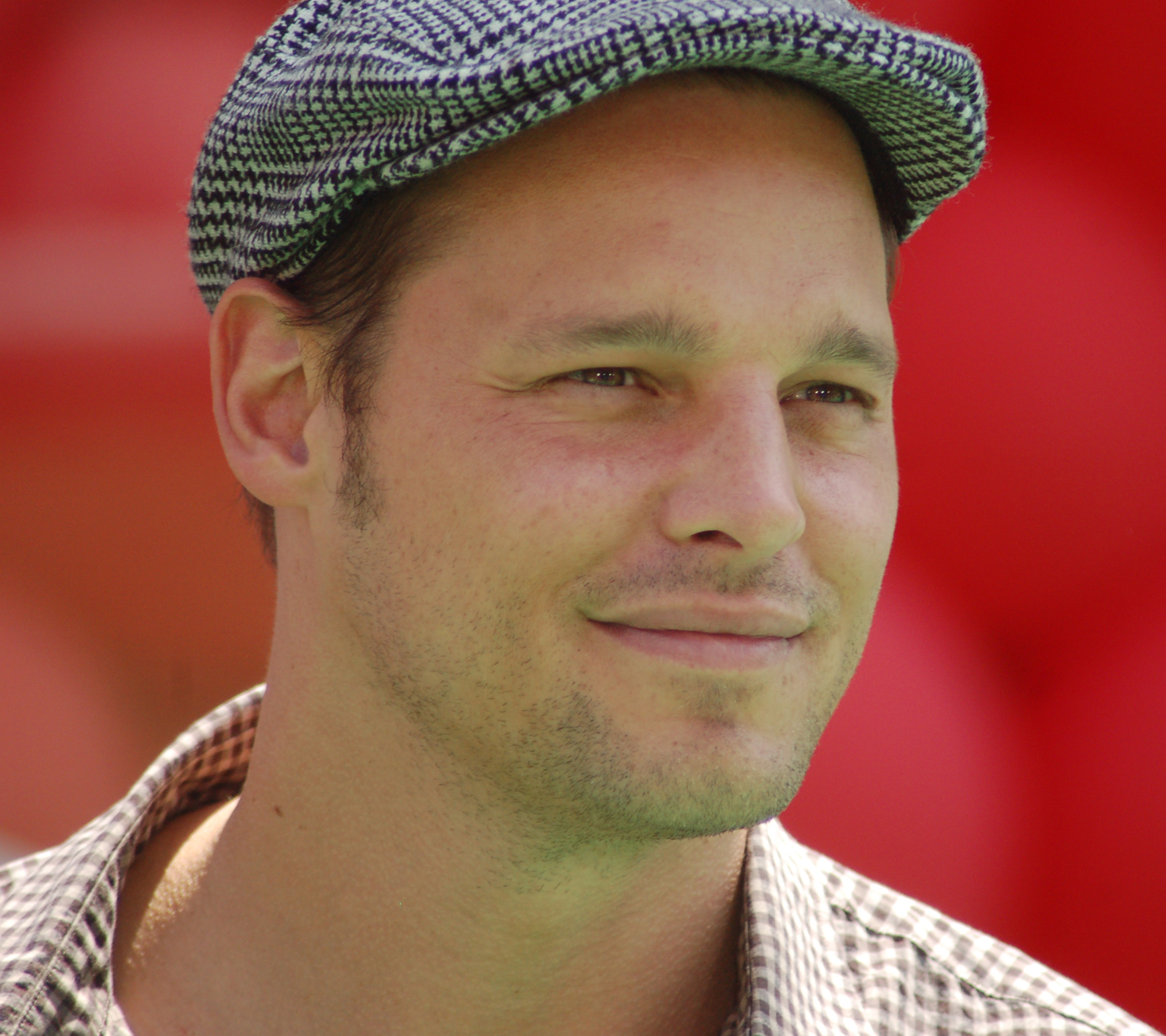
Justin Chambers (Alex Karev)

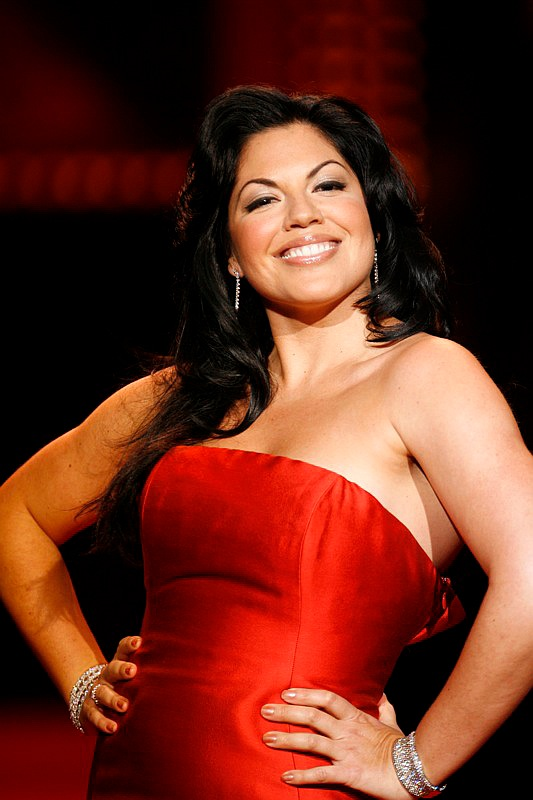
Sara Ramírez (Callie Torres)

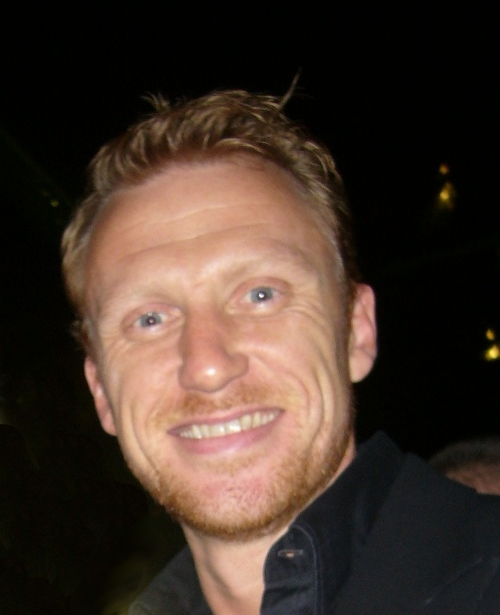
Kevin McKidd (Owen Hunt)

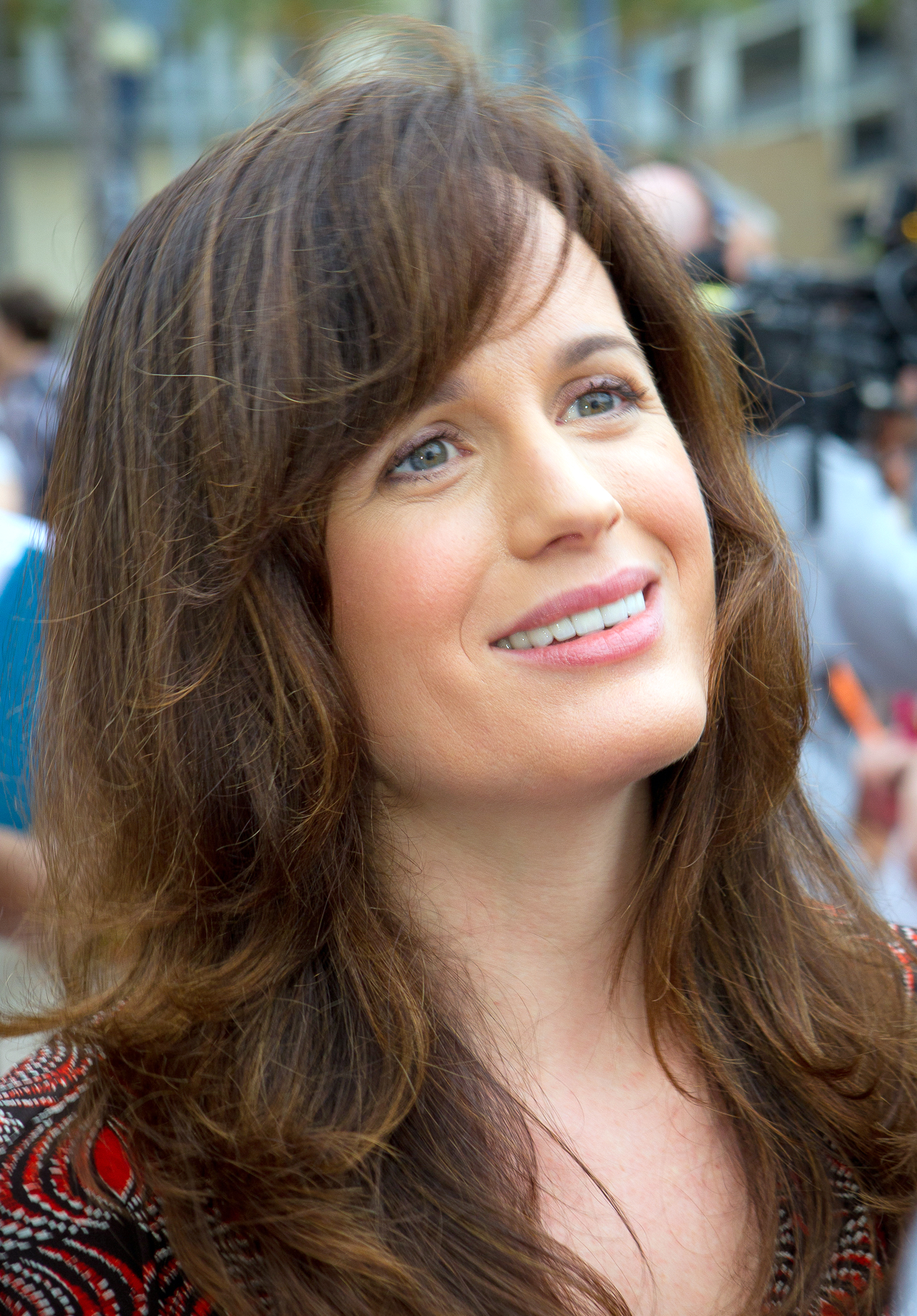
Elizabeth Reaser (Ava)

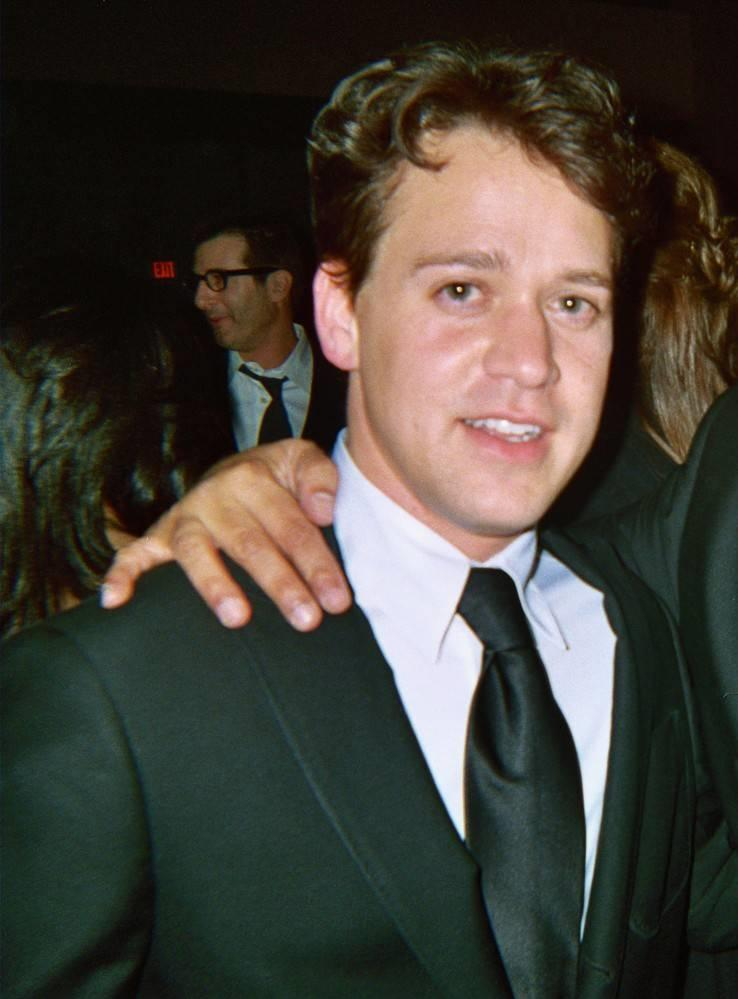
T. R. Knight (George O'Malley)

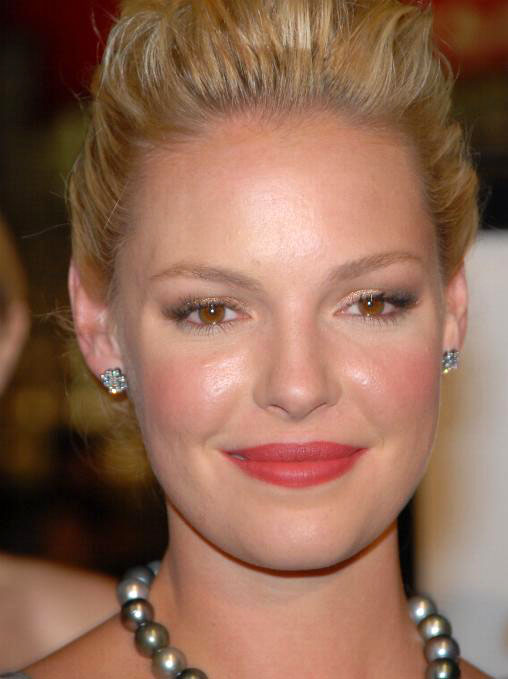
Katherine Heigl (Isobel "Izzie)

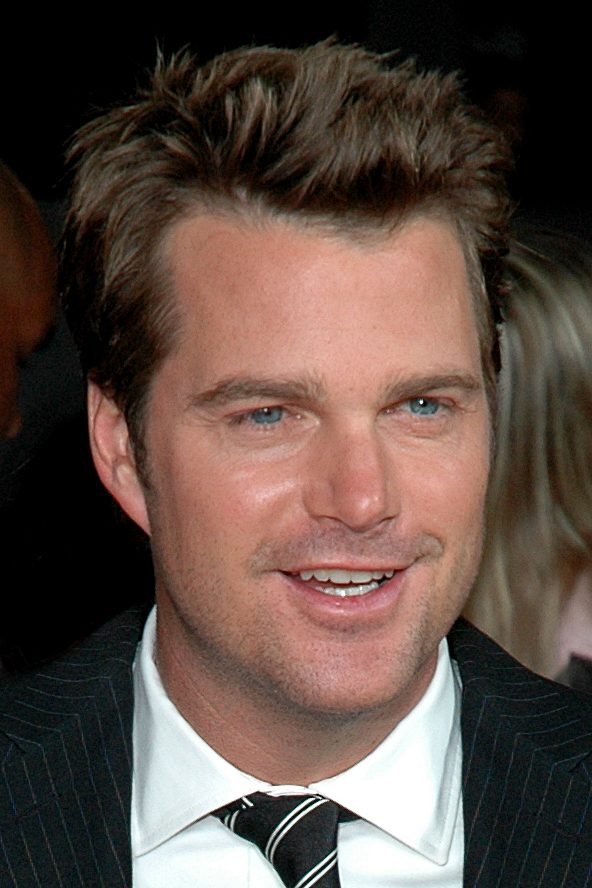
Chris O'Donnell (Finn Dandrige)

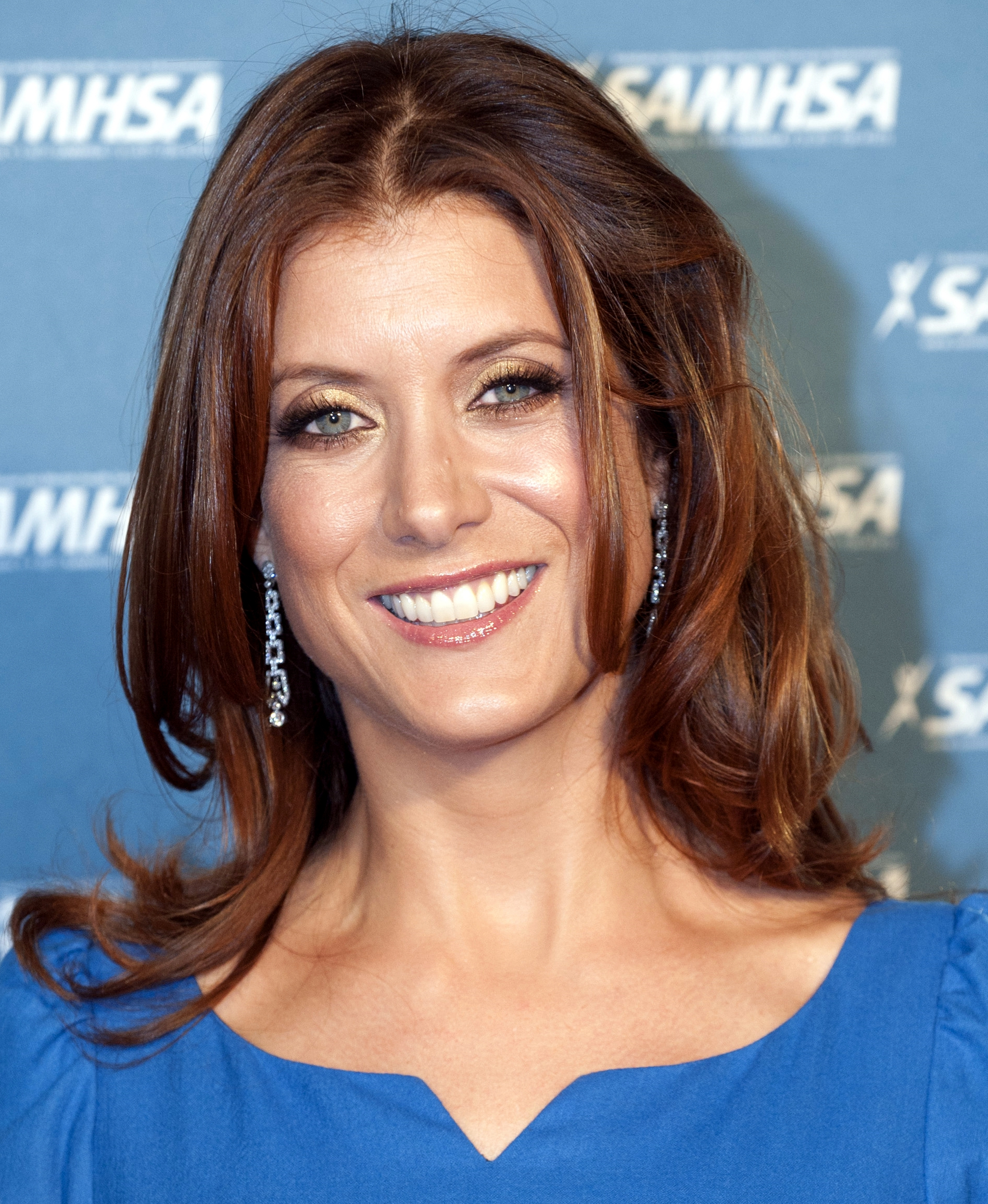
Kate Walsh (Addison Montgomery)

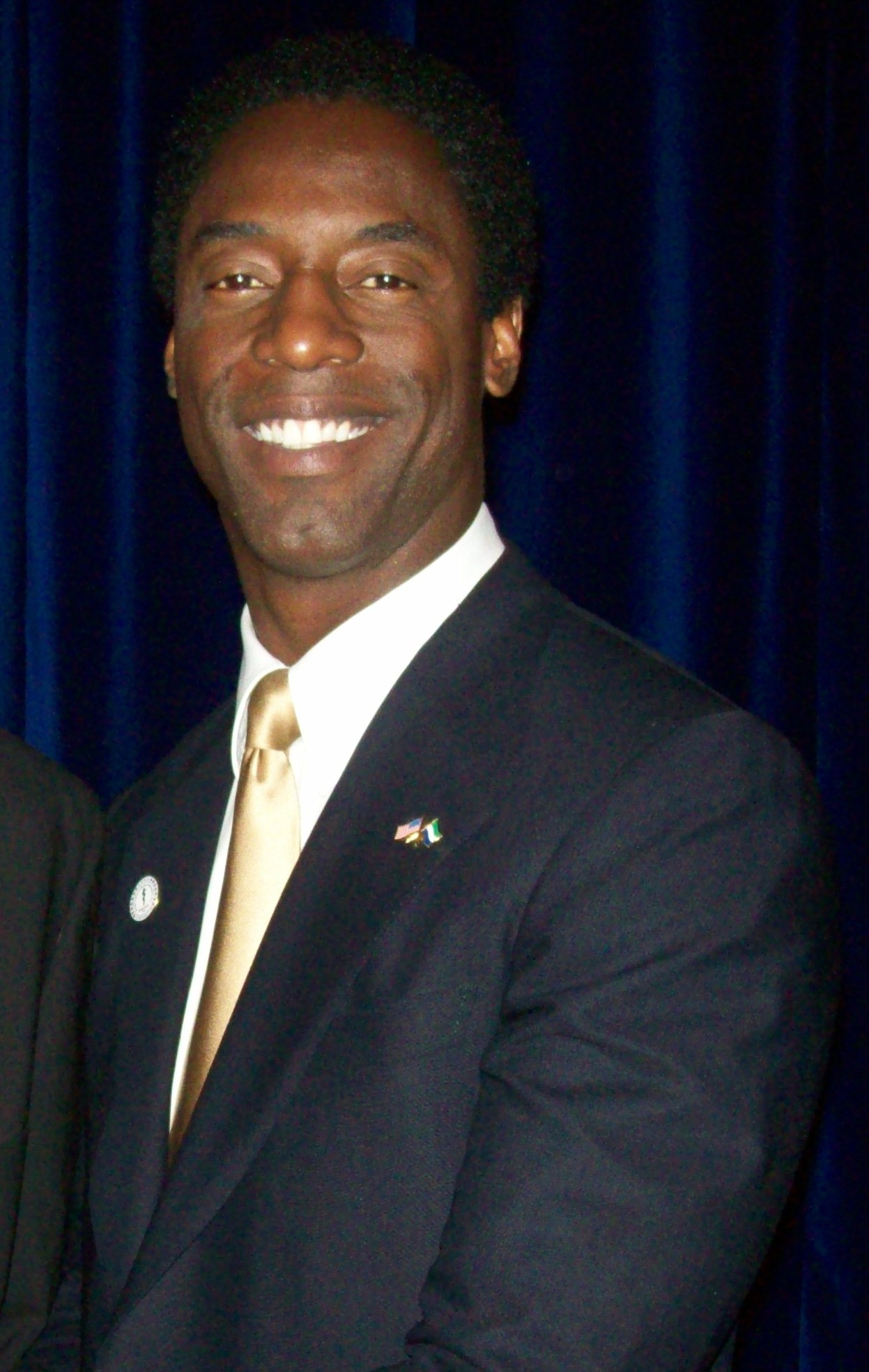
Isaiah Washington (Preston Burke)

### Residents
Meredith Grey (Ellen Pompeo)
Filla d'una reconeguda cirurgiana, Meredith és la protagonista de la sèrie. Manté una relació amb Derek i és la narradora de cada episodi. La seua mare, una eminent i reconeguda doctora, autora d'un llibre sobre anatomia, mor a causa de l'alzheimer. El seu pare, amb el qual no hi té relació, reapareix a la seua vida i la seua mitja-germana Lexie ingressa com a interna de l'hospital. Està casada amb Derek després de moltes anades i vingudes i finalment es planteja ser mare, per la qual cosa al final adopten una nena africana anomenada Zola.
Cristina Yang (Sandra Oh)
La millor amiga de Meredith i resident, amant de la cirurgia cardiotoràcica. És sarcàstica, competitiva, atrevida, freda, somiadora i arrogant, a més d'una "ionqui de la cirurgia" altament competitiva. Va tenir una relació amb el Dr. Burke, que finalment la va deixar plantada a l'altar. A la cinquena temporada s'enamora del nou cap de trauma, el Dr. Owen Hunt, amb el qual comença una relació i acaba casant-s'hi. A la setena temporada decideix renunciar a la cirurgia per les conseqüències psicològiques del tiroteig, posteriorment torna a Seattle Grace Hospital i es queda embarassada del seu ja marit. Ell vol tenir el nadó, però ella no, amb una dura discussió amb Owen que al final dona suport a la decisió que Cristina avorti. Durant la 8a temporada discuteixen a crits pels motius d'aquesta decisió, i acaben assabentant-se tots els seus companys, i després ell li serà infidel.
Alex Karev (Justin Chambers)
Aprovat pels pèls, Alex vol especialitzar en cirurgia plàstica o neo-natal. Bocamoll, arrogant i cregut però que també té el seu costat sentimental, Alex està obsessionat amb el sexe. Ha tingut embolics amorosos amb algunes doctores de l'hospital, com Izzie, Addison o Lexie. Va estar enamorat d'una pacient amnèsica, Rebecca (a la qual cridava Ava per desconèixer el nom), que va rescatar després d'un accident al moll. Malgrat els seus molts embolics amorosos sempre va estar enamorat d'Izzie i a la cinquena temporada torna amb ella i es casen, però ella marxa i li demana el divorci. A la sisena temporada comença una relació amb Lexie i en el final tràgic de la temporada rep un tret al pit, del qual no mor, perquè el Dr. Sloan i Lexie el salven. A la setena temporada lluita pel lloc de cap de residents, té una relació amb la nova de nounats, que acaba aconseguint una beca a l'estranger i treballant amb Arizona a neo-natal. A la vuitena temporada es veu enredat amb una de les seves internes, el fill prematur de la qual es convertirà en la seva prioritat, fent que gairebé no arribi a presentar-se al seu examen de residència.
Jackson Avery (Jesse Williams)
Metge del Mercy West que canvia la seva bata per la del Seattle Grace després de la fusió. És competitiu, un líder nat, poc imprudent, que fa bromes a tothom. Encara que ho vulgui ocultar, és el net d'un prestigiós cirurgià. A la setena temporada començarà una relació amb Lexie Grey, que acaba quan nota que Lexie es molesta per les relacions de Mark, al final entre ella i ser estudiant de Mark, ell tria la seva carrera.
April Kepner (Sarah Drew)
Doctora del Mercy West que canvia la seva bata per la del Seattle Grace després de la fusió. És tímida, insegura i molt susceptible. Després de cometre un greu error mèdic, direcció decideix acomiadar-la. Quan Sheperd és nomenat cap decideix contractar-la de nou i la jove comença a sentir alguna cosa per Derek. Al final la jove es decideix a casar-se amb un noi que s'ocupa de les ambulàncies anomenat Matthew. Fins que Jackson al casament li diu que l'estima que se'n van a la fuga i es casen. Més tard, April es queda embarassada, però s'adonen que el nadó té una estranya malaltia i que es morirà amb una seguretat del 100%. A la setena temporada es converteix en la nova cap de residents.

### Cirurgians
Derek Shepherd (Patrick Dempsey)
És un prestigiós neurocirurgià que es va mudar de Nova York a Seattle després que la seva dona, Addison, li enganyés amb el seu millor amic, Mark Sloan. Està enamorat de Meredith des del primer moment en què la va veure. Al final de la tercera temporada rebutja el lloc de Cap de Cirurgia del Seattle Grace per tenir una millor relació amb ella, després de veure el que havia passat en el matrimoni del cap
. És conegut com a "McDreamy" (Doctor encant) entre les residents. A la cinquena temporada es casa amb Meredith i a mitjans de la sisena reemplaça a Richard com cap de cirurgia. Descobreix que no és com ell creia i al final de la temporada rep un tret al pit que li fa reflexionar sobre la vida, de manera que renuncia a cap de cirurgia i torna a la neurocirurgia. A la sèptima temporada intenta tenir un fill amb Meredith però ella no pot, així que decideixen adoptar un nadó. Aquesta situació els porta a casar-se, però Meredith altera les proves de la investigació per alzheimer, provocant al final de la temporada que els treguin el bebè (Zola) que anaven adoptar i Derek desapareix. A l'inici de la 8a temporada es reconcilia amb Meredith, però ja no treballen a la mateixa àrea i recuperen a Zola.
Owen Hunt (Kevin McKidd)
Després salvar-li la vida a un pacient a la carretera, el metge militar Owen Hunt obté un lloc en el Seattle Grace. Sense que la seva família sàpiga que ha tornat de l'Iraq i amb una crisi sobre, Hunt i Cristina s'enamoren i inicien una relació plena d'obstacles. A la sisena temporada, la relació es veurà en perill amb l'arribada d'una antiga companya de l'exèrcit, la Doctora Altman, de la qual va estar enamorat. Finalment escull Cristina i es casa amb ella, mudant-se i iniciant una nova etapa junts. En la vuitena temporada es converteix en el nou cap de cirurgia. A més Cristina queda embarassada però decideix avortar, això crea un conflicte entre els dos i al final l'acaba enganyant.
Richard Webber (James Pickens Jr)
Aquest cirurgià, que en el seu passat va tenir una aventura amb la mare de Meredith, va ser el cap de cirurgia fins que, després de tornar a recaure en l'alcohol, és reemplaçat per Sheperd. Està casat amb Addele i intenta, de nou, superar el seu alcoholisme. És restablert a la feina de casa de cap en el primer capítol de la setena temporada, però a la vuitena temporada decideix rescindir del seu lloc de cap de nou per salvar la carrera professional de Meredith. En aquesta ocasió el substitueix el Doctor Owen Hunt. A més passar temps amb Adele que acaba patint alzheimer, el que provoca que l'acabi internant on va estar la mare de Meredith.
Miranda Bailey (Chandra Wilson)
Quan els cinc (Meredith, Cristina, Alex, Izzie i George) van entrar com interns de primer any, Bailey va ser el seu resident. Ara és cirurgiana de cirurgia general que sembla decantar-se per la pediatria. Està recentment separada i té un fill petit. És coneguda com "la nazi", té un caràcter arrasador, fet que la promou com una de les millors cirurgianes de l'hospital. A la sisena temporada entaula una relació amb un anestesista provinent de la fusió amb el Mercy West, però acaben la relación quan ell no li fa costat en el moment més important de la seva vida. A la setena temporada comença una relació amb un infermer de l'hospital, tot i que no arriba a res. A l'inici de la vuitena temporada es donen una segona oportunitat amb l'anestesista.
Callie Torres (Sara Ramírez)
L'ex-dona de George és experta en cirurgia ortopèdica. Després d'adonar-se que el seu marit li era infidel amb l'Izzie, Callie obté (durant poc temps) el lloc de cap de residents, encara que per la seva ineptitud per portar el pes que suposa, el lloc passa a mans de Bailey. En el terreny amorós, ha tingut una relació homosexual amb Erica Hahn (que va marxar de l'hospital) i ara manté una altra amb Arizona Robbins. Poc abans de la fusió entre l'hospital Seattle Grace i el Mercy West, el seu màxim rival, és acomiadada i contractada pel Mercy West. Durarà poc temps, ja que ella vol tornar al seu antic lloc, i l'aconsegueix. A la sisena temporada trenca amb Arizona, ja que ella vol tenir fills i Robbins no, però al final de la temporada després de salvar-se de la massacre hi tornen.En el primer capítol de la setena temporada Callie li proposa que es traslladi a viure amb ella i accepta, però la pediatra accepta una beca per mudar-se a l'Àfrica i la relació s'acaba. A la setena temporada s'assabenta que està esperant un nadó de Mark Sloan, després d'haver mantingut relacions amb ell en absència d'Arizona. Tot i el nadó ambdues decideixen donar-se una altra oportunitat portant provocant una sèrie de discussions entre ella, Callie i Sloan. Després d'un gravíssim accident en què gairebé perd la vida i el seu nadó, aconsegueix recuperar-se i casar-se amb Arizona al final.
Mark Sloan (Eric Dane)
És un prestigiós cirurgià plàstic l'atractiu del qual no passa inadvertit entre les treballadores de Seattle Grace. Sent el millor amic de Derek, Mark es va ficar al llit amb Addison, forçant així que Derek marxés a Seattle. A la 3a temporada revela que el veritable motiu pel qual va acudir a l'hospital: volia recuperar la seva amistat amb Derek. És conegut com a "McSteamy" (Doctor Calent) entre les internes. A la cinquena temporada acaba oficialitzant la seva relació amb Lexie i a la sisena es descobreix que té una filla de 18 anys de la qual mai va voler fer-se càrrec, que dificulta la seva relació amb "la petita Grey". Encara que després inicia una breu relació amb Teddy Altman, ell segueix enamorat de la mig germana de la dona del seu millor amic. A la setena temporada torna amb Lexie però aquesta acaba amb ell de nou, en assabentar-se que és el pare del nadó de la Callie. Durante la vuitena temprada Lexie surt de la seva vida donant-li camí a una relació amb una cirurgiana d'un altre hospital.
Arizona Robbins (Jessica Capshaw)
Divertida i optimista, és una pediatra que s'enamora de la doctora Callie Torres. Al contrari que la seva parella, no vol tenir fills (provocant una breu ruptura entre ambdues). És filla d'un coronel i el seu germà va morir a la guerra, pel que en la cinquena temporada entén la decisió de George O'Malley d'allistar-se a l'exèrcit. En obtenir una beca ha de mudar-se a Àfrica i trenca amb la Callie però torna per fer-se càrrec del nou nadó que espera la seva xicota de Mark Sloan. Durant la setena temporada passa moments tràgics amb la Callie, però al final acaben casant-se.

### Altres personatges
Thatcher Grey (Jeff Perry)
És el pare de Meredith i Lexie. Primer va estar casat amb Ellis Grey, del matrimoni va néixer la Meredith, i després que ella li fos infidel va conèixer Susan, amb la qual va tenir a la Lexie. Es tornà alcohòlic després de la mort de la seva segona dona i té una relació estranya amb la seva filla gran, a qui triga a acceptar.
Adele Webber (Loretta Devine)
És la dona de Richard Webber. Mentre el seu marit li era infidel amb Elis ella era conscient en tot moment, però ho va consentir. Amb els anys li va donar un ultimàtum: o deixava la direcció de l'hospital o ella el deixava a ell. Finalment van tornar junts. A la setena temporada Adele pateix Alzheimer i entra en l'assaig de Derek i Meredith. Tot i això la malaltia arriba a provocar que s'interni en un centre.
Sydney Heron (Kali Rocha)
És una resident de cirurgia general amb una personalitat cansant i innocent, pel que és marginada per la majoria dels seus companys. Durant la tercera temporada va ser l'orientadora de l'Izzie després de tornar a l'hospital després d'abandonar la cirurgia per la mort de Denny i també va ser la substituta de Bailey a la clínica.
Eli (Daniel Sunjata)
És un infermer que té un affair amb Bailey.
Ben Warren (Jason Winston George)
És un anestesista que té una relació amb Bailey.

### Han abandonat la sèrie
Jeffrey Dean Morgan va interpretar Denny Duquette, un pacient que necessitava urgentment un trasplantament de cor. La interna que estava al seu càrrec solia ser l'Izzie, de la qual es va acabar enamorant i demanant-li matrimoni. Després que Izzie "robés" un cor per a ell, va acabar morint per una fallada amb un coàgul. Va ser ella qui el va trobar mort, entrant així en una crisi de la qual li va costar sortir. Setmanes després de la seva mort, el pare de Denny va aparèixer per entregar l'herència del seu xicot: 8 milions de dòlars. El personatge va ser tan estimat per l'audiència que els guionistes han decidit rescatar-lo com un fantasma: a la tercera temporada va mantenir una conversa amb Meredith quan aquesta estava entre la vida i la mort i en la cinquena temporada Izzie el veia, adonant-se posteriorment que en realitat tenia un melanoma amb metàstasi cerebral, fet que el provocava veure Denny.
Kate Burton va interpretar, en capítols especials durant les tres primeres temporades a Ellis Grey, la mare de Meredith. De caràcter fort, aquesta prestigiosa cirurgiana va mantenir una relació extramatrimonial amb Richard que li va costar el seu matrimoni. Amb els anys va emmalaltir d'alzheimer i va morir després de tenir unes hores de lucidesa en les quals va discutir amb la seva filla per ser "una persona normal". Coincidint que mare i filla estan entre la vida i la mort, als llimbs, ambdues s'acomiaden i es perdonen.
Chris O'Donnell va interpretar durant els últims capítols de la segona temporada i primers de la tercera a Finn Dandrige, el veterinari del gos de Meredith i Derek que acaba enamorant-se d'ella. El triangle amorós va arribar fins al punt que Meredith va haver de decidir entre un i altre. L'escollit va ser Derek i Finn va marxar.
Isaiah Washington va ser Preston Burke, un cirurgià cardiotoràcic que va mantenir una relació amb Cristina durant tres temporades. Ordenat, aficionat al jazz, la seva vida canvia quan descobreix que no serà cap i dubta entre casar-se o no amb la seva xicota. Finalment tria deixar-la plantada a l'altar i marxar de la ciutat. L'actor va deixar la sèrie per problemes amb els seus companys de rodatge després de dir-li a T.R. Knight George, faggot, es decir, marieta.
Kate Walsh va interpretar durant la segona i tercera temporada a Addison Montgomery, la dona de Derek Sheperd, la qual viatja a Seattle després d'haver-li estat infidel amb Sloan, el millor amic d'ell. Encara que en un primer moment només ve a l'hospital per una operació, acaba sent contractada. Primer intenta recuperar el seu marit, però després del divorci ho intentarà amb Sloan i Alex. Al final de la tercera temporada visita la clínica d'uns antics amics seus a Los Angeles, on acaba sent contractada. L'actriu va deixar la sèrie per ser la protagonista del spin-off de la sèrie: Sense cita prèvia. Malgrat això, continua apareixent en capítols especials.
Elizabeth Reaser interpretar a Ava, una pacient que va ser trobada per Alex en l'accident del ferri embrassada i amb la cara desfigurada, és sotmesa a cirurgia plàstica per arreglar-se el rostre. Atès que com a resultat de l'accident va quedar amnèsica, amb ajuda d'Alex ella decideix prendre el nom d'Ava; a poc a poc acaben enamorant-se. Finalment va recobrar la memòria i va marxar amb la seva família, ja que es va descobrir que estava casada i es deia Rebeca Poppe. A la quarta temporada va tornar a la recerca de Karev dient-li que estava embarassada. L'Izzie descobreix que és un embaràs psicològic. A causa de seqüeles de l'accident de ferri, la jove acaba tallant-se les venes i sent ingressada, deixant Alex destrossat i en els braços de Izzie molt feliç.
Brooke Smith va interpretar, primer en capítols especials de la segona i tercera temporada i finalment com regular en part de la quarta i cinquena, a la cirurgiana cardiotoràcica Erica Hahn, la rival des de la Facultat de Burke. Una mica freda amb Cristina, iniciarà una relació amb Callie. L'actriu va deixar la sèrie en meitat de la cinquena temporada perquè "el personatge no donava més de si".
T. R. Knight va interpretar durant les cinc primeres temporades a George O'Malley, un dels cinc que va iniciar el seu període com intern a l'hospital Seattle Grace. Maldestre i molt intel·ligent, va suspendre el període d'interinitat (tot i que finalment va aconseguir aprovar-) i es va enamorar i es va ficar al llit amb Meredith, es va casar amb Callie, sent-li infidel amb Izzie, separant de la seva dona i iniciant una relació amb Iz i, després deixar-lo amb ella, es dedica plenament a la seva vida laboral. Mor després de salvar-li la vida a una desconeguda de morir atropellada per un autobús. L'actor va deixar la sèrie per la seva mala relació amb la creadora, Shonda Rhimes.
Katherine Heigl va interpretar, al llarg de cinc temporades i capítols comptats de la sisena, a Isobel "Izzie" Stevens, una cirurgiana que empatitzava molt amb els seus pacients. Va arribar a enamorar d'un d'ells, fins i tot. Va tenir una relació amb l'aleshores casat George, el seu millor amic, que va acabar en adonar-se que només eren amics. En la cinquena temporada es va casar amb Alex, el seu veritable amor, mentre superava un càncer que va descobrir després de tenir visions del seu difunt amor Denny. En la sisena temporada és acomiadada i, tirant les culpes del seu acomiadament al seu marit, decideix anar-se'n i divorciar-se d'ell. L'actriu va deixar la sèrie per motius familiars.
Norah Zehetner interpretar, en gairebé tota la sisena temporada, a la doctora Reed Adamson, que va canviar la seva bata del Mercy West per la del Seattle Grace després de la fusió. Sentint-se atreta per Alex, finalment és assassinada en el season finale de la sisena temporada.
Robert Baker va interpretar, en gairebé tota la sisena temporada, el doctor Charles Percy, el qual va canviar també la seva bata del Mercy West per la del Seattle Grace. Estava enamorat, en un secret de domini, de Reed i, com ella, va morir assassinat el mateix dia.
Michael O'Neill va interpretar, en diversos episodis de la sisena temporada, a Gary Clark, un personatge profundament deprimit arran de la mort de la seva dona, succeïda després de la decisió del doctor Shepherd de desconnectar de la màquina que la mantenia "viva". Gary Clark va jurar venjança contra ell i els doctors que la van atendre: Richard Webber i Lexie Grey. En el seu intent per acabar amb ells, assassinar multitud de treballadors de l'hospital, entre ells Reed Adamson i Charles Percy. Va ferir de gravetat a Alex i a Shepherd. Poc després es va suïcidar després de conversar amb Webber i gastar l'última bala.
Rachael Taylor va interpretar, durant alguns capítols de la setena temporada, a la doctora Lucy Fields. Aquesta, a més de tractar l'embaràs de Callie, manté un affair amb Alex, que finalitza quan aquesta ocupa finalment el lloc de treball a l'Àfrica que anava a ocupar ell. L'actriu va deixar la sèrie per a protagonitzar la nova versió dels àngels de Charlie.
James Tupper va interpretar durant la setena temporada a Andrew Perkins a un psicòleg, contractat pel Seattle Grace, per ajudar els seus metges a superar el trauma del tiroteig. Durant la seva estada tindrà una breu relació amb Teddy i, finalment, es trasllada a Alemanya.
Peter MacNicol interpretar durant la setena temporada al cirurgià Robert Stark, un pediatre que substitueix Arizona durant la seva estada a Àfrica. Amb dificultats pel que fa a la relació que manté amb els seus companys es refereix, a poc a poc se sentirà atret per April.
Scott Foley va interpretar durant la setena i part de la vuitena temporada a Henry Burton, un pacient moribund que es casa amb Teddy per poder utilitzar la seva assegurança mèdica. Tot i l'amistat entre tots dos, aviat començaran a florir sentiments entre tots dos que es veuran en perill amb l'aparició del psicòleg Andrew Perkins. Però la doctora a poc a poc arriba a adonar-se que s'ha estat enamorant de Henry en passar molt temps amb ell i deixa anar a Andrew per començar una vida en matrimoni amb Henry. Finalment mor durant una complicació de la seva malaltia quan Cristina li operava sense saber qui era el pacient.
Chyler Leigh interpreta Lexie Grey, mig germana de Meredith que va entrar com interna a la quarta temporada sota les ordres de Cristina. En el camp sentimental, primer inicia un affair amb Alex, per enamorar-se després del seu amic George. Quan descobreix que ell només la veu com amiga, ella inicia una relació amb Mark Sloan. Tot va bé fins a l'arribada de la filla embarassada d'ell, la qual provoca una ruptura, després de la qual ella tornarà a mantenir un affair amb Alex. Quan torna amb Mark, descobreix que aquest ha deixat embarassada a Callie i torna a posar punt final a la relació, iniciant una altra amb Avery, la qual acaba quan ell descobreix que ella encara sent alguna cosa per Mark. Al final de la vuitena temporada, després de l'accident d'avió, queda atrapada pel fuselatge de l'aparell i mor.
Kim Raver interpreta Teddy Altman, l'antiga amiga d'Owen. Una cirurgiana cardiotoràcica que va estar enamorada d'ell des de fa temps i que arriba a la sisena temporada. Va posar en perill la relació entre el cirurgià de trauma i Cristina. A prop del final de la sisena temporada inicia una relació amb Mark Sloan, però terminen quan el pilla al llit amb Reed. Després de sobreviure al tiroteig, inicia un affair amb el psicòleg que ajuda els membres de l'hospital i posteriorment es casa amb el pacient Henry Burton, perquè aquest pugui fer ús de la seva assegurança mèdica i poder tractar-se el feocromocitoma que pateix. No obstant això, a més d'enamorar-se d'ell, mor en la vuitena temporada. Al final de la vuitena temporada, Owen l'acomiada perquè pugui superar la mort del seu marit i dirigir el departament de cardio en un hospital de renom.

## Temporades
| Temporada | Temporada | Episodis | Emissió original       | Emissió original   |
| Temporada | Temporada | Episodis | Primer capítol         | Últim capítol      |
| --------- | --------- | -------- | ---------------------- | ------------------ |
|           | 1         | 9        | 27 de març de 2005     | 22 de maig de 2005 |
|           | 2         | 27       | 25 de setembre de 2005 | 15 de maig de 2006 |
|           | 3         | 25       | 21 de setembre de 2006 | 17 de maig de 2007 |
|           | 4         | 17       | 27 de setembre 2007    | 22 de maig de 2008 |
|           | 5         | 24       | 25 de setembre de 2008 | 14 de maig de 2009 |
|           | 6         | 24       | 24 de setembre de 2009 | 20 de maig de 2010 |
|           | 7         | 22       | 23 de setembre de 2010 | 19 de maig de 2011 |
|           | 8         | 24       | 22 de setembre de 2011 | 17 de maig de 2012 |
|           | 9         | 24       | 27 de setembre de 2012 | 16 de maig de 2013 |
|           | 10        | 24       | 26 de setembre de 2013 | 15 de maig de 2014 |
|           | 11        | 25       | 25 de setembre de 2014 | 14 de maig de 2015 |
|           | 12        | 24       | 24 de setembre de 2015 | 19 de maig de 2016 |
|           | 13        | 24       | 22 de setembre de 2016 | 18 de maig de 2017 |
|           | 14        | 24       | 28 de setembre de 2017 | 17 de maig de 2018 |
|           | 15        | 25       | 27 de setembre de 2018 | 16 de maig de 2019 |
|           | 16        | 21       | 26 de setembre de 2019 | 9 d'abril de 2020  |
|           | 17        | 17       | 12 de novembre de 2020 | 30 de juny de 2021 |
|           | 18        | TBA      | 30 de setembre de 2021 | TBA                |

La sèrie compta amb 17 temporades completes fins ara, que estan en emissió.

### Primera temporada: 2005
La temporada conté 9 capítols (en alguns països van ser emesos 14. Es va iniciar el 27 de març de 2005 i va finalitzar el 22 de maig de 2005.
En aquesta primera temporada es veuen els primers dies a la feina de Meredith, Cristina, Izzie, George i Alex. Els cinc metges cirurgians interns estan sota les ordres de la resident Miranda "La nazi" Bailey. A més dels casos, es mostra com Meredith inicia una relació amb el neurocirurgià Derek Sheperd (amb el qual es va ficar al llit sense saber qui era la nit abans de començar), com Cristina inicia una altra relació amb el cirurgià cardiotorácico Preston Burke, com Izzie i Alex flirtegen i com George està enamorat en secret de Meredith. Tant Bailey com Richard Webber, el cap, els vigilessin en tot el que facin. La temporada finalitza amb l'arribada de la dona de Derek Sheperd a l'hospital, Addison.

### Segona temporada: 2005-2006
Segona temporada: 2005-2006. La temporada va començar el 25 de setembre de 2005 i va acabar el 15 de maig de 2006. Aquesta temporada arrenca després que Meredith descobreix que era l'amant de Shepherd. Finalment aquest li explica que la seva dona, Add va ser infidel amb el seu millor amic, Sloan. A partir de llavors inicien una relació amb anades i vingudes. Cristina i Burke continuen amb la seva relació, mentre que Izzie i Alex no el porten massa bé, molt menys amb l'arribada a l'hospital del pacient Denny Duquette, del qual Izzie s'enamora. George, després anar a dormir amb Meredith i ser un fracàs, coneixerà a Callie Torres, una resident amb la qual iniciarà una relació. Bailey es quedarà embarassada i el cap haurà d'enfrontar, una vegada més, al seu passat. Per la seva banda, Addison obtindrà un lloc a l'hospital, intentant recuperar el seu marit. La temporada acaba amb la mort de Denny Duquette, el xicot de Izzie.

### Tercera temporada: 2006-2007
Tercera temporada: 2006-2007. Derek, separat ja de Addison, inicia una relació al costat de Meredith. Per la seva banda, després de la mort del seu pare, George es casa amb Callie a Las Vegas i Burke li demana matrimoni a Cristina. Meredith està a punt de morir després d'ajudar en un accident de ferri i Derek creu que la seva parella no ha lluitat per viure, mentre ella es troba als llimbs al costat de Denny, l'home de antiexplosius i la seva mare, de la qual s'acomiada després la mort d'ella. Addison, per la seva banda, descobreix que Alex realment està enamorat d'Ava i decideix viatjar fins a Los Angeles per fer-se un tractament d'inseminació artificial a la clínica dels seus millors amics. I Mark, després d'haver aguantat dos mesos sense sexe per ella, veu com es trenca el seu cor després de la marxa de l'hospital de l'exdona del seu millor amic. En el capítol final Burke deixa plantada a l'altar a Cristina i se'n va de la ciutat, Meredith i Derek trenquen i Callie s'adona que alguna cosa passa entre el seu marit i Izzie, els quals són, en realitat, amants.

### Quarta temporada: 2007-2008
La temporada arrenca 17 dies després que Cristina sigui plantada a l'altar. Després d'haver aprovat l'examen per ser residents, Meredith, Cristina, Alex i Izzie coneixen els seus interns. George, per la seva banda, ha de repetir la interinitat amb Meredith com a resident.
En el terreny sentimental, Derek i Meredith inicien una etapa com ex-parella, tot i que mantenen una bona relació i practiquen l'anomenat "sexe de ruptura". La protagonista, a més, haurà de suportar l'arribada de Lexie, la seva germana per part de pare, la qual sí que va viure amb ell i va tenir una família feliç. Cristina es bolcarà en el seu treball després de la seva ruptura amb Burke (el qual ha deixat l'hospital) i Mark Sloan haurà d'acceptar que Addison, de la qual estava enamorat, també ha marxat. Izzie i George, després de separar-se de Callie, inicien una relació que no durarà molt i Alex tornarà a trobar amb Rebecca Poppe (Ava, per a ell), la qual patirà un embaràs psicològic. Bailey obtindrà el lloc de cap de residents i Richard Webber, el cap, inicia la seva nova etapa com a ... cap. A més, el lloc de Burke serà ocupat per la seva rival des de la Facultat: l'exigent Erica Hanh. Cristina, veient l'oportunitat de demostrar tot el que sap, no rebrà més que rebuig per part de la nova cirurgiana. Però només serà freda amb Cristina, ja que s'enamorarà de Callie.
Meredith i Derek, en el terreny mèdic, iniciaran uns assajos clínics mentre ell comença una relació amb una infermera anomenada Rose.
La temporada finalitza amb el petó lèsbic de Callie i Erica, amb la reconciliació de Derek i Meredith, i amb el petó d'Alex i Izzie.

### Cinquena temporada: 2008-2009
La cinquena temporada ens mostra la nova etapa de Derek i Meredith: ell s'ha traslladat a casa d'ella, on també viuen Alex i Izzie. George es prepara per repetir l'examen i acabarà aprovant.
Cristina entaularà una relació amb el nou cap de traumatologia de l'hospital: Owen Hunt. Alex i Izzie s'embarquen en una relació, mentre que ella comença a tenir al·lucinacions amb el seu xicot mort, Denny. Finalment descobreix que té càncer. Derek li demana matrimoni a Meredith i tots dos prenen la decisió de cedir-li l'altar a Alex i Izzie, a la qual sembla que no li queda gaire temps de vida. Lexie i Sloan tenen una relació seriosa i George pren la decisió de deixar el seu lloc a l'hospital per ser metge a l'exèrcit. Callie, després de la marxa de Erica de l'hospital, iniciarà una relació amb la pediatra Arizona Robbins, que ensenyarà a l'Alex la importància de la pediatria.
En l'últim capítol, arriba a l'hospital un home desfigurat que ha estat atropellat per un autobús en intentar salvar la vida a una desconeguda. Al final, Meredith descobreix que es tracta de George i la temporada acaba amb ell i amb Izzie entre la vida i la mort.

### Sisena temporada: 2009-2010
Després de la mort de George cada resident intenta superar-ho com pot. Meredith i Derek comencen una nova vida de casats. La relació de Cristina i Owen perilla aran de l'arribada a l'hospital d'una antiga companya d'Owen durant l'estada a l'exèrcit. Bailey afronta una nova etapa de separada i mare d'un fill. L'hospital es fusiona amb el seu rival, el Mercy West, fet que ocasiona l'arribada de molts nous metges a l'hospital.
En l'últim capítol arriba a l'hospital el vidu d'una pacient que havia sigut desconnectada, degut a una mort cerebral disposat a matar als metges que ho havien permet. Després hacer disparat a diferents cirurgians, aconsegueix disparar a Derek, que, finalment, és operat per Cristina.

### Setena temporada: 2010-2011
La setena temporada es va estrenar el dijous 23 de setembre de 2010 als Estats Units i va finalitzar el 19 de maig de 2011, amb 22 episodis i diverses aturades d'emissió al llarg de la temporada, entre ells el típic de Nadal.
La temporada comença algun temps després del tiroteig, quan els personatges s'adapten a poc a poc a les seves vides. Un psicòleg (James Tupper) ajudarà els metges després del succés i els rehabilitarà com a cirurgians quan cregui necessari, mentre manté un affair amb Teddy. Meredith i Cristina són les últimes que són rehabiliten i, a més, han de fer un pas endavant en les seves relacions: la primera ha de confessar a Derek que va patir un avortament i la segona ha d'acceptar el seu pròxim casament amb Owen. Mark intenta reconquestar a Lexie, mentre que el seu millor amic es passa el dia als calabossos per conducció temerària. Àlex, per la seva banda, continua amb la bala al pit i amb por a utilitzar els ascensors, Bailey manté viu el record de la seva vivència durant el tiroteig i Richard torna a ser nomenat cap després de la decisió de Derek de deixar el lloc. Callie i Arizona tornen a ser parella estable i anirem coneixent secrets tant d'Avery com de April. Sens dubte, el personatge que pitjor ho porta és Cristina, la qual fins i tot renuncia a ser cirurgiana pels seus records. Arizona, per la seva banda, rep una beca per mudar-se a Àfrica i en acceptar-la, en ple aeroport a punt d'embarcar, trenca amb Callie. Mentre que Cristina torna a les sales d'operacions, Callie torna a anar a dormir amb Mark i queda embarassada d'ell al mateix temps que Arizona torna disposada a reconquerir. D'altra banda, Teddy decideix casar-se amb el moribund Henry Burton (Scott Foley) per tal que aquest pugui operar gràcies a l'assegurança mèdica d'ella, però a poc a poc comencen a florir sentiments entre tots dos. A més, quan Callie i Arizona pateixen un accident de trànsit, la primera queda entre la vida i la mort mentre s'imagina als seus companys cantant per tot l'hospital. Després de tot, ella dona a llum a la petita Sofia i inicia una vida en família amb la seva dona i el seu millor amic. Al final de temporada, després que Derek i Meredith també passaran per la vicaria i es descobreixi que ella va manipular l'assaig clínic de tots dos, April és nomenada cap de residents. A Derek i Meredith els concedeixen la custòdia de la petita Zola, mentre que Owen i Cristina inicien una crisi matrimonial quan ella, embarassada, decideixi prendre la decisió unilateral d'avortar.

### Vuitena temporada: 2011-2012
La vuitena temporada es va estrenar el dijous 22 de setembre de 2011 als Estats Units, amb el capítol doble Free falling i She's gone. La temporada consta de 24 episodis i va finalitzar el 17 de maig de 2012.
Ni el matrimoni de Meredith i Derek ni el de Cristina i Owen estan en el seu millor moment. Hunt, a més, és designat com el nou cap de cirurgia i ha de fer front a les dificultats que això implica. Teddy, enamorada de Henry, es queda vídua després que aquest ingressi a l'hospital i sigui operat per Cristina, que no sap qui era el seu pacient. Això genera tensió entre Altman i Yang amb el nou cap de cirurgia. Entre Mark i Lexie intenten portar una relació cordial, encara que Mark iniciï una relació amb una cirurgiana d'un altre Hospital. A més, tots els residents n'aproven els exàmens menys April, que haurà d'intentar-ho l'any vinent i és acomiadada per Owen. A Meredith, Jackson i, sobretot, a Cristina i Alex comencen a arribar-li ofertes d'altres hospitals i han de prendre una decisió. Al final de temporada, Teddy és acomiadada per Owen i l'avió en què viatjaven Meredith, Cristina, Derek, Arizona, Mark i Lexie s'estavella al bosc: Mark pateix un problema al cor, Derek pot perdre la seva mà esquerra, Arizona té una cama destrossada, Meredith té un cop al cap i una petita ferida a la cama, Cristina té el braç esquerre dislocat i Lexie mor.

### Novena temporada: 2012-2013
La sèrie va renovar per a la seva novena temporada l'11 de maig de 2012 i un dia després Ellen Pompeo (Meredith Grey), Sandra Oh (Cristina Yang), Patrick Dempsey (Derek Shepherd), Justin Chambers (Alex Karev), Chandra Wilson (Miranda Bailey) i James Pickens Jr (Richard Webber) van renovar els seus contractes per als dos anys vinents.

### Desena temporada: 2013
Neix el fill de la Meredith anomenat Beiley i es veurà el trencament de la relació entre l'Owen i la Cristina. En aquesta nova temporada sabrem què passa amb l'April, si es queda amb el seu promès o torna a la seva antiga relació amb en Jackson. A final de la novena temporada, l'Arizona enganya a la Callie amb una altra doctora i aquestes tenen una forta discussió. En aquesta temporada hi haurà molts desencadenants i nous fets importants per a la sèrie.

### Onzena temporada: 2014
Va ser estrenada el 25 de setembre de 2014 a la cadena televisiva American Broadcasting Company (ABC) i va constar de 25 episodis; l'últim va ser emès el 14 de maig de 2015.
En aquesta temporada, la Meredith, haurà de lidiar amb la seva vida amorosa, amb el seu marit Derek Shepherd i, alhora, amb l'arribada de la Dra. Maggie Pierce, que més tard coneix que és la seva germanastra; també veurem més de prop la seva relació amistosa amb l'Alex Karev i això li causarà problemes a ell i a la seva parella, Jo Wilson. La Callie i l'Arizona també hauran de lluitar per salvar el seu matrimoni i en Jackson i l'April tindran problemes majors. Cap al final de la temporada els personatges hauran de fer front a la mort d'un altre personatge.

### Dotzena temporada: 2015
ABC va renovar la sèrie per una dotzena temporada el dia 7 de maig de 2014. El 25 de setembre d'aquell mateix any, la temporada va ser estrenada i el 29 de maig del 2015 es va emetre l'últim episodi. El cinquè episodi de la temporada va ser l'episodi número 250 de tota la sèrie. La temporada va tenir un total de 24 episodis.
Durant el transcurs de la temporada diversos personatges van passar a ser regulars, aquest va ser el cas del Dr. Ben Warren (després que des de la temporada sis tenia un paper recurrent), el del Dr. Nathan Riggs i el del Dr. Andrew DeLuca, qui va ascendir a personatge regular en el desè capítol de la temporada.

### Tretzena temporada: 2016
La sèrie va ser renovada per una tretzena temporada el 3 de març de 2016. La temporada va constar de 24 episodis, el primer va ser emès el 22 de setembre de 2016 i l'últim el 18 de maig de 2017.
La temporada es concentra en el programa d'ensenyament de residents que serà reformat, amb l'ajuda de la nova líder del programa i assessora d'educació: Eliza Minnick. La reformació causa tensió entre els personatges, els quals no son d'acord amb els noves mètodes. Durant la temporada es desenllaçarà el conflicte entre l'Alex Karev i l'Andrew DeLuca, també es coneixarà el passat de la Jo Wilson i també el trauma de l'Amelia Shepherd.

### Catorzena temporada 2017
El dia 10 de febrer de 2017, la cadena Nord-Americana ABC, va ordenar una catorzena temporada de la sèrie. El primer episodi de la temporada va ser emès per ABC el dijous 28 de setembre de 2017 i la temporada es va acabar el dia 17 de maig de 2018 amb el 25è episodi.
Durant la temporada, la Meredith haurà de resoldre el triangle amorós que té entre mans. Mentre, la Bailey, després d'un incendi, haurà de fer reformes a l'hospital. Mentre, l'Amelia tindrà un conflicte amb un dels seus pacients i l'Owen lluitarà per ajudar a la seva germana Megan que estava desapareguda.

### Quinzena temporada: 2018
La quinzena temporada de la sèrie va ser ordenada el 20 d'abril de 2018 per ABC. Aquesta renovació va fer que la sèrie es convertís en la sèrie més llarga mai emesa per ABC. El primer dels 25 episodis de la quinzena temporada va ser estrenat el 27 de setembre de 2018 i l'últim ho va ser el 16 de maig de 2019.
La temporada se centra en la Meredith, que dona una altra oportunitat a l'amor i decideix fer cites a cegues, però les coses canvien quan s'adona que dos companys amb els que treballa senten alguna cosa per ella. En Richard tindrà problemes per mantenir-se sobri i també intentarà refer la relació amb la Maggie. Per la seva banda, la Teddy, descobrirà que està embarassada. Mentre, l'Owen intentarà fer les coses bé amb l'Amelia.

### Setzena temporada: 2019
ABC va renovar la sèrie per una setzena temporada el 10 de maig de 2019. La temporada va ser estrenada el 26 de setembre de 2019 i el 21è episodi, l'últim de la temporada, va ser emès el 9 d'abril de 2020.
La Meredith risca de perdre la llicència mèdica a causa d'un frau i en Webber i en Karev també són acomiadats de l'hospital a causa del frau. Durant la temporada també se segueix el fil de diferents trames amoroses. Mentre, la Teddy tindrà problemes a l'hora de cuidar el seu fill i l'Amelia descobrirà que està embarassada. La Jo, comen+arà la seva estada a un centre psiquiàtric.

### Dissetena temporada: 2020
Aquesta temporada va ser ordenada per ABC el 10 de maig de 2019, juntament amb la setzena. La temporada es va estrenar més tard de l'habitual a causa de la pandèmia de Covid-19, ho va fer el 12 de novembre de 2020 i es va finalitzar el 3 de juny de 2021 després de 17 episodis. Aquesta va ser la segona temporada més curta de la sèrie, empatant amb la quarta, i amb la primera temporada pel davant, que només en va tenir 10.
Durant aquesta temporada, van retornar personatges que havien deixat la sèrie en temporades anteriors: Patricm Dempsey, T.R. Knight, Chyler Leigh, Eric Dane i Sarah Drew. Per altra banda, per a Giacomo Gianniotti, Jesse Williams i Greg Germann va ser la última temporada com a regulars.
El 10 de maig es va renovar la sèries per una divuitena temporada. I també es va anunciar que Ellen Pompeo, Chandra Wilson i James Pickens tornarien a reprendre els sues personatges.

## Premis i nominacions

### Premis Globus d'Or
| Any  | Categoria                                                                | Recipients      | Resultat   | Referència |
| ---- | ------------------------------------------------------------------------ | --------------- | ---------- | ---------- |
| 2006 | Millor sèrie de televisió - Drama                                        | Grey's Anatomy  | Nominada   | [ 19 ]     |
| 2006 | Millor actor en una sèrie de drama                                       | Patrick Dempsey | Nominat    | [ 19 ]     |
| 2006 | Millor actriu secundària en una (mini)sèrie o pel·lícula per a televisió | Sandra Oh       | Guanyadora | [ 19 ]     |
| 2007 | Millor sèrie de televisió - Drama                                        | Grey's Anatomy  | Guanyadora | [ 20 ]     |
| 2007 | Millor actor en una sèrie de drama                                       | Patrick Dempsey | Nominat    | [ 20 ]     |
| 2007 | Millor actriu en una sèrie de drama                                      | Ellen Pompeo    | Nominada   | [ 20 ]     |
| 2008 | Millor sèrie de televisió - Drama                                        | Grey's Anatomy  | Nominada   | [ 21 ]     |
| 2008 | Millor actriu secundària en una (mini)sèrie o pel·lícula per a televisió | Katherine Heigl | Nominada   | [ 21 ]     |

### Premis Emmy
| Any  | Categoria | Recipients | Paper | Resultat   | Referència |
| ---- | --- | --- | --- | ---------- | ---------- |
| 2005 | Millor direcció de sèrie de drama                                                                                | Peter Horton | Director                                                                                                   | Nominat    | [ 22 ]     |
| 2005 | Millor repartiment d'una sèrie de drama                                                                          | Linda Lowy i John Brace | Directors de càsting                                                                                       | Nominats   | [ 22 ]     |
| 2005 | Millor actriu secundària en una sèrie de drama                                                                   | Sandra Oh | Cristina Yang                                                                                              | Nominada   | [ 22 ]     |
| 2006 | Millor sèrie de drama                                                                                            | Shonda Rhimes, James D. Parriott, Betsy Beers, Mark Gordon, Peter Horton, Krista Vernoff, Mark Wilding, Gabrielle G. Stanton, Harry Werksman, Mimi Schmir, Kip Koenig, Joan Rater, Tony Phelan, Rob Corn | Productors, productors executius, co-productors executius, productor supervisant                           | Nominats   | [ 22 ]     |
| 2006 | Millor guió d'una sèrie de drama (episodis: "It's the End of the World" + "As We Know It")                       | Shonda Rhimes | Guionista                                                                                                  | Nominada   | [ 22 ]     |
| 2006 | Millor guió d'una sèrie de drama (episodi: "Into You Like a Train")                                              | Krista Vernoff | Guionista                                                                                                  | Nominada   | [ 22 ]     |
| 2006 | Millor actriu secundària en una sèrie de drama                                                                   | Sandra Oh | Cristina Yang                                                                                              | Nominada   | [ 22 ]     |
| 2006 | Millor actriu secundària en una sèrie de drama                                                                   | Chandra Wilson | Miranda Bailey                                                                                             | Nominada   | [ 22 ]     |
| 2006 | Millor actor convidat en una sèrie de drama                                                                      | Kyle Chandler | Dylan Young                                                                                                | Nominat    | [ 22 ]     |
| 2006 | Millor actriu convidada en una sèrie de drama                                                                    | Kate Burton | Ellis Grey                                                                                                 | Nominada   | [ 22 ]     |
| 2006 | Millor actriu convidada en una sèrie de drama                                                                    | Christina Ricci | Hannah | Nominada   | [ 22 ]     |
| 2006 | Millor repartiment d'una sèrie de drama                                                                          | Linda Lowy i John Brace | Directors de càsting                                                                                       | Guanyadors | [ 22 ]     |
| 2006 | Millor maquillatge per una sèrie (sense pròtesis)                                                                | Brigitte Bugayong, Tom Burman, Bari Dreidman-Burman i Norman T.Leavitt | Cap del departament de maquillatge/maquillador, maquilladors d'efectes especials, cap dels maquilladors    | Nominats   | [ 22 ]     |
| 2006 | Millor maquillatge amb pròtesis d'una sèrie                                                                      | Brigitte Bugayong, Tom Burman, Bari Dreidman-Burman i Norman T.Leavitt | Cap del departament de maquillatge/maquillador, maquilladors d'efectes especials, cap dels maquilladors    | Nominats   | [ 22 ]     |
| 2007 | Millor sèrie de drama                                                                                            | Shonda Rhimes, Betsy Beers, Mark Gordon, Peter Horton, Krista Vernoff, Mark Wilding, Allan Heinberg, Joan Rater, Tony Phelan, Rob Corn, Debora Cahn, Kip Koenig, Linda Klein                             | Productors, productors executius, co-productors executius, productor supervisant                           | Nominats   | [ 22 ]     |
| 2007 | Millor actor secundari en una sèrie de drama                                                                     | T.R Knight | George O'Malley                                                                                            | Nominat    | [ 22 ]     |
| 2007 | Millor actriu secundària en una sèrie de drama                                                                   | Sandra Oh | Cristina Yang                                                                                              | Nominada   | [ 22 ]     |
| 2007 | Millor actriu secundària en una sèrie de drama                                                                   | Katherine Heighl | Izzie Stevens                                                                                              | Guanyadora | [ 22 ]     |
| 2007 | Millor actriu secundària en una sèrie de drama                                                                   | Chandra Wilson | Miranda Bailey                                                                                             | Nominada   | [ 22 ]     |
| 2007 | Millor actriu convidada en una sèrie de drama                                                                    | Kate Burton | Ellis Grey                                                                                                 | Nominada   | [ 22 ]     |
| 2007 | Millor actriu convidada en una sèrie de drama                                                                    | Elizabeth Reaser | Rebecca Pope/Jane Doe                                                                                      | Nominada   | [ 22 ]     |
| 2007 | Millor repartiment d'una sèrie de drama                                                                          | Linda Lowy i John Brace | Directors de càsting                                                                                       | Nominats   | [ 22 ]     |
| 2007 | Millors efectes visuals d'una sèrie (episodi: "Walk on Water")                                                   | Sam Nicholson, Valeri Pfahning, Scott Ramsey, Anthony Ocampo, Michael Cook, Diego Galtieri, Eric Grenaudier, Adalberto Al Lopez, Jason Gustafson                                                         | Equip d'efectes especials                                                                                  | Nominats   | [ 22 ]     |
| 2007 | Millor maquillatge amb pròtesis d'una sèrie (episodi: "My Favorite Mistake")                                     | Brigitte Bugayong, Tom Burman, Bari Burman i Norman T.Leavitt | Cap del departament de maquillatge/maquillador, maquilladors d'efectes especials, cap dels maquilladors    | Nominats   | [ 22 ]     |
| 2008 | Millor actriu secundària en una sèrie de drama                                                                   | Chandra Wilson | Miranda Bailey                                                                                             | Nominada   | [ 22 ]     |
| 2008 | Millor actriu secundària en una sèrie de drama                                                                   | Sandra Oh | Cristina Yang                                                                                              | Nominada   | [ 22 ]     |
| 2008 | Millor actriu invitada en una sèrie de drama                                                                     | Diahann Carroll | Jane Burke                                                                                                 | Nominada   | [ 22 ]     |
| 2008 | Millor maquillatge amb pròtesis d'una sèrie (episodi: "Forever Young")                                           | Brigitte Bugayong, Thomas Burman, Bari Dreidman-Burman i Norman T.Leavitt | Cap del departament de maquillatge/maquillador, maquilladors d'efectes especials, cap dels maquilladors    | Nominats   | [ 22 ]     |
| 2008 | Millor maquillate d'una sèrie monocàmera (sense pròtesis) (episodis: "Crash Into Me - Parts 1 i 2")              | Norman T. Leavitt, Brigitte Bugayong, Shauna Giesbrecht, Michele Teleis-Fickle | Cap del departament de maquillatge/maquillador, maquilladors addicionals, cap dels maquilladors            | Nominats   | [ 22 ]     |
| 2009 | Millor actriu secundària en una sèrie de drama                                                                   | Chandra Wilson | Miranda Bailey                                                                                             | Nominada   | [ 22 ]     |
| 2009 | Millor actriu secundària en una sèrie de drama                                                                   | Sandra Oh | Cristina Yang                                                                                              | Nominada   | [ 22 ]     |
| 2009 | Millor actriu invitada en una sèrie de drama (episodi: "No Good At Saying Sorry (One More Chance)")              | Sharon Lawrence | Robbie Stevens                                                                                             | Nominada   | [ 22 ]     |
| 2009 | Millor maquillatge amb pròtesis d'una sèrie (episodi: "Stand By Me")                                             | Vincent Van Dyke, Thomas Burman, Bari Dreidman-Burman i Norman T.Leavitt | Cap del departament de maquillatge/maquillador, maquilladors d'efectes especials, dissenyadors de pròtesis | Nominats   | [ 22 ]     |
| 2009 | Millor maquillate d'una sèrie monocàmera (sense pròtesis) (episodis: "Dream a Little Dream of Me - Parts 1 i 2") | Norman T. Leavitt, Brigitte Bugayong, Shauna Giesbrecht, Michele Teleis-Fickle | Cap del departament de maquillatge/maquillador, maquilladors addicionals, cap dels maquilladors            | Nominats   | [ 22 ]     |
| 2010 | Millor maquillate d'una sèrie monocàmera (sense pròtesis) (episodis: "Suicide IS Painless")                      | Norman Leavitt, Brigitte Bugayong, Michele Teleis | Cap del departament de maquillatge/maquillador, maquillador addicional, cap dels maquilladors              | Guanyadors | [ 22 ]     |
| 2010 | Millor maquillatge amb pròtesis d'una sèrie (episodi: "How Insensitive")                                         | Norman Leavitt, Bari Dreidband-Burman, Thom Floutz, Bart Mixon, Vincent Van Dyke, Thomas R. Burman | Cap del departament de maquillatge/maquillador, maquilladors d'efectes especials, dissenyadors de pròtesis | Guanyadors | [ 22 ]     |
| 2011 | Millor actriu invitada en una sèrie de drama                                                                     | Loretta Devine | Adele Webber                                                                                               | Guanyadora | [ 22 ]     |
| 2011 | Millor maquillatge amb pròtesis d'una sèrie                                                                      | Norman Leavitt, Bari Dreidband-Burman, Thom Floutz, Sue LaPrelle, Ed French Vincent Van Dyke, Tom Burman                                                                                                 | Cap del departament de maquillatge/maquillador, maquilladors d'efectes especials, dissenyadors de pròtesis | Nominats   | [ 22 ]     |
| 2012 | Millor actriu invitada en una sèrie de drama                                                                     | Loretta Devine | Adele Webber                                                                                               | Nominada   | [ 22 ]     |